# Ochotsk
Ochotsk (russisch Охо́тск) ist eine Siedlung städtischen Typs mit einem Seehafen in der Region Chabarowsk (Russland) mit 3332 Einwohnern (Stand 1. Oktober 2021).

## Geographie
Die Siedlung liegt an den Mündungen der Flüsse Ochota und Kuchtui in das Ochotskische Meer, gut 1600 Kilometer nördlich der Regionshauptstadt Chabarowsk.
Ochotsk ist Verwaltungszentrum des gleichnamigen Rajons Ochotsk, des nördlichsten der Region Chabarowsk.

## Geschichte

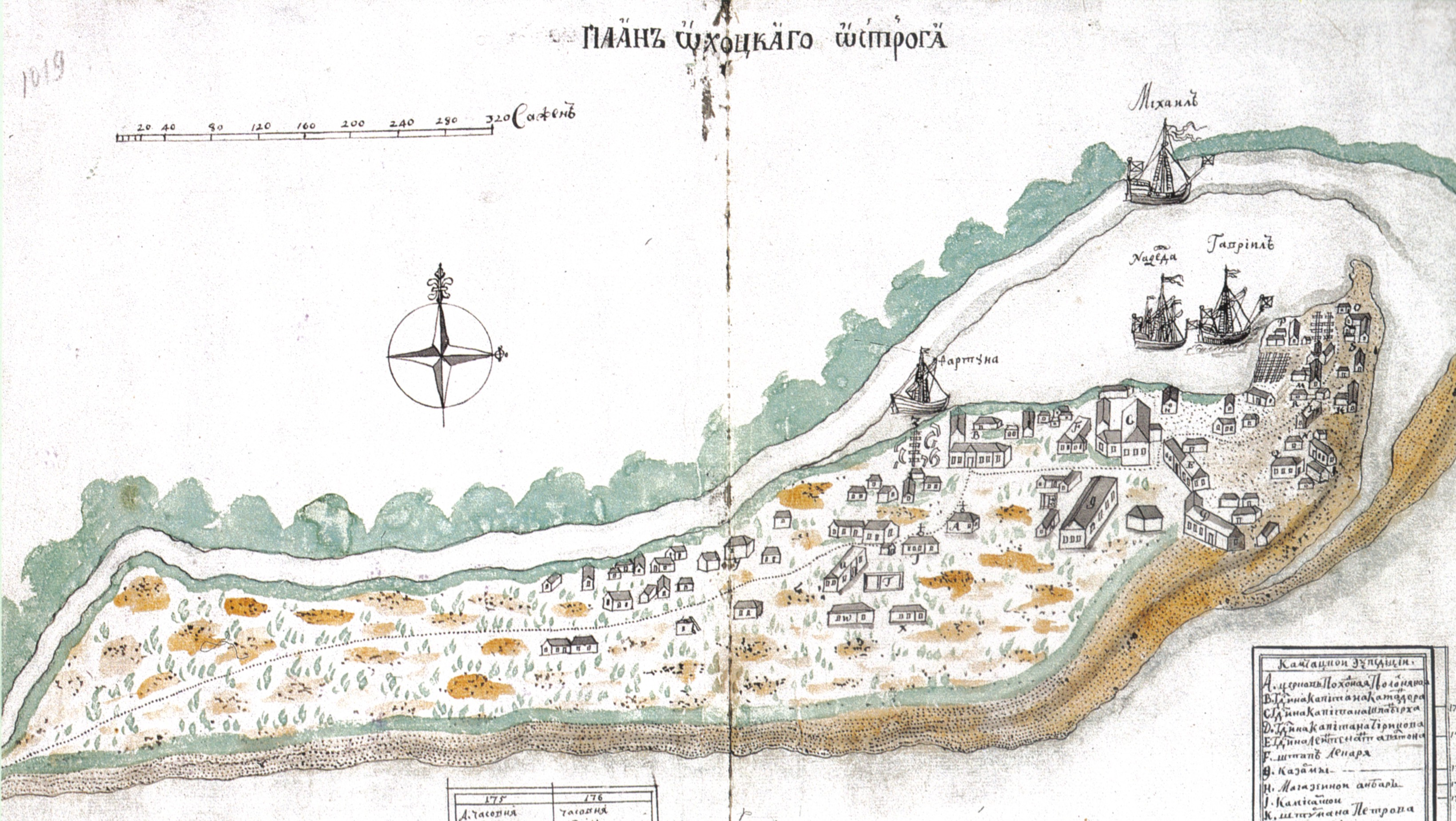
Historische Ortsansicht von 1737

Der Ort wurde im Jahre 1647 als Kosakenwinterlager gegründet und war damit die erste russische Siedlung an der Pazifikküste. 1649 wurde ein Ostrog errichtet. 1731 wurde unter Leitung von António Manuel de Vieira, einem Portugiesen in zeitweilig hohen russischen Staats- und Militärdiensten, ein Hafen angelegt und mit der Errichtung der eigentlichen Stadt begonnen, die wie das Meer nach dem Fluss Ochota benannt wurde.
Ochotsk wurde für gut 100 Jahre zum wichtigsten und zunächst einzigen russischen Pazifikhafen und Hauptstützpunkt der Russisch-Amerikanischen Kompanie für Fischerei und Pelzhandel. Es war unter anderem Ausgangspunkt für zwei Expeditionen von Vitus Bering in die Beringstraße und nach Alaska. 1783 wurde die Stadt Verwaltungszentrum für den gesamten damaligen Fernen Osten Russlands als Teil der Statthalterschaft Irkutsk.
1812 wurde die Stadt an die gegenüber liegende Seite des Kuchtui verlegt, 1849 zum Verwaltungszentrum eines Okrugs der damaligen Jakutischen Oblast und ab 1858 schließlich eines Okrugs der Oblast Primorje.
1850 wurde Petropawlowsk-Kamtschatski zum russischen Hauptpazifikhafen erklärt; 1858 erfolgte der Anschluss von Amur- und Ussurigebiet an das Russische Reich; dort entstanden wenig später die auch klimatisch günstiger gelegenen Hafenstädte Nikolajewsk und insbesondere Wladiwostok. Durch diese Ereignisse verlor Ochotsk in der Mitte des 19. Jahrhunderts seine frühere Bedeutung und in Folge auch das Stadtrecht.
Im Russischen Bürgerkrieg war Ochotsk bis Juni 1923 von „weißen“ bzw. japanischen Truppen besetzt. In der Sowjetzeit wuchsen Bedeutung und Einwohnerzahl durch die Entwicklung der Fischereiwirtschaft zunächst wieder, sodass 1949 der Status einer Siedlung städtischen Typs verliehen wurde. Seit dem Zerfall der Sowjetunion und der folgenden Wirtschaftskrise in den 1990er Jahren verließ allerdings über die Hälfte der Bewohner den Ort.

### Bevölkerungsentwicklung
| Jahr | Einwohner |
| ---- | --------- |
| 1897 | 0304      |
| 1939 | 1566      |
| 1959 | 8486      |
| 1970 | 9306      |
| 1979 | 9193      |
| 1989 | 9298      |
| 2002 | 5738      |
| 2010 | 4215      |
| 2021 | 3332      |

Anmerkung: Volkszählungsdaten

## Wirtschaft und Infrastruktur
Hauptwirtschaftszweige sind trotz der Niedergangs in den 1990er Jahren (heute saisonale) Fischerei- und Hafenwirtschaft; im Rajon wird Gold- und Silberbergbau betrieben, für den Ochotsk logistische Basis ist.
Auf dem Landwege ist Ochotsk, von schwer befahrbaren unbefestigten Trassen abgesehen, nicht erreichbar. Neben dem Hafen besitzt die Siedlung in 12 km Entfernung einen Regionalflughafen (ICAO-Code UHOO), der bis 2008 von Dalavia von Chabarowsk aus angeflogen wurde. Zurzeit bietet Khabarovsk Airlines fünf bis sechs wöchentliche Flüge von Chabarowsk an (Stand Januar 2019).

## Klimatabelle
|                       | Jan   | Feb   | Mär   | Apr  | Mai  | Jun  | Jul  | Aug  | Sep  | Okt  | Nov   | Dez   |   |      |
| Mittl. Tagesmax. (°C) | −12,9 | −11,9 | −3,7  | 5,9  | 15,3 | 21,6 | 23,7 | 20,6 | 14,7 | 4,9  | −4,8  | −10,5 | ⌀ | 5,3  |
| Mittl. Tagesmin. (°C) | −19,3 | −19,3 | −11,4 | −2,3 | 5,3  | 12,0 | 14,5 | 11,4 | 6,1  | −1,2 | −10,7 | −16,7 | ⌀ | −2,6 |
|                       |       |       |       |      |      |      |      |      |      |      |       |       |   |      |
| Niederschlag (mm)     | 16    | 12    | 13    | 22   | 34   | 60   | 74   | 60   | 45   | 35   | 30    | 24    | Σ | 425  |
|                       |       |       |       |      |      |      |      |      |      |      |       |       |   |      |
| Sonnenstunden (h/d)   | 2,2   | 3,8   | 5,4   | 7,1  | 8,5  | 10,1 | 9,8  | 7,9  | 5,7  | 3,2  | 1,9   | 1,5   | ⌀ | 5,6  |
|                       |       |       |       |      |      |      |      |      |      |      |       |       |   |      |
| Regentage (d)         | 8     | 6     | 6     | 7    | 9    | 9    | 10   | 10   | 8    | 11   | 11    | 9     | Σ | 104  |
|                       |       |       |       |      |      |      |      |      |      |      |       |       |   |      |
| Luftfeuchtigkeit (%)  | 81    | 79    | 78    | 67   | 59   | 64   | 71   | 74   | 73   | 78   | 82    | 82    | ⌀ | 74   |

| −19,3 |

| −19,3 |

| −11,4 |

| −2,3 |

| 5,3 |

| 12,0 |

| 14,5 |

| 11,4 |

| 6,1 |

| −1,2 |

| −10,7 |

| −16,7 |

| −19,3 |

| −19,3 |

| −11,4 |

| −2,3 |

| 5,3 |

| 12,0 |

| 14,5 |

| 11,4 |

| 6,1 |

| −1,2 |

| −10,7 |

| −16,7 |